# Chlorid xenoničitý
Chlorid xenoničitý je nestabilní anorganická sloučenina s chemickým vzorcem XeCl4. Na rozdíl od jiných sloučenin halogenů s vzácnými plyny nelze chlorid xenoničitý připravit reakcí přímo z prvků, použitím aktivnějšího halogenačního činidla nebo substitucí jiného halogenu. Pro přípravu může být použita technika rozpadu z K129ICl4. Atom jodu-129 z ICl -
4  je radioaktivní a rozpadá se beta rozpadem na xenon-129. Výsledný chlorid xenoničitý má čtvercově rovinnou molekulovou geometrii, stejně jako fluorid xenoničitý. Alternativně je možné chlorid xenoničitý připravit působením elektrického výboje na prvky.